# Honda Performance Development
Honda Performance Development, Inc. (HPD) is een dochteronderneming van American Honda Motor Co. die in 1993 werd opgericht en gevestigd is in Santa Clarita, Californië. Het is het technisch operationeel centrum voor Honda's Amerikaanse motorsportprogramma's en is betrokken bij het ontwerp en de ontwikkeling van racemotoren en chassis voor autoraceseries zoals de IndyCar Series, American Le Mans Series (ALMS), European Le Mans Series (ELMS), FIA World Endurance Championship (WEC) en IMSA SportsCar Championship.

## IndyCar

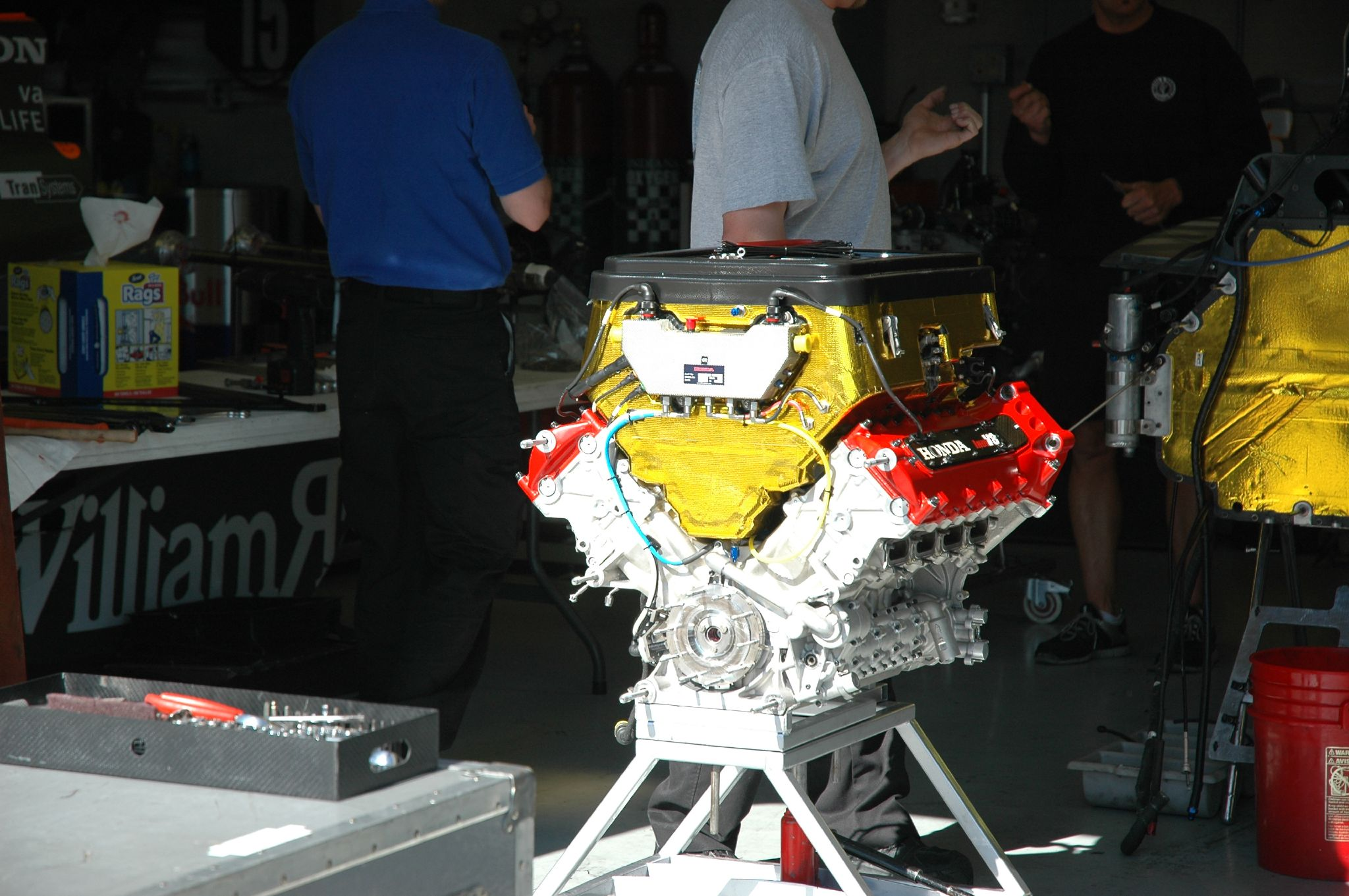
De Honda Indy V8-motor wordt klaargemaakt voor de Indianapolis 500 van 2008.

HPD debuteerde in de CART IndyCar World Series als fabrieksmotorfabrikant in 1994. Tijdens hun eerste seizoen in 1994 scoorden ze een podium op Toronto, terwijl ze in 1995 hun eerste overwinning behaalden op New Hampshire. In 1996 won HPD zijn eerste kampioenschap voor constructeurs en coureurs met 11 overwinningen uit 16 races. HPD behaalde zes opeenvolgende coureurskampioenschappen en won de coureurstitel opnieuw in 1997, 1998, 1999, 2000 en 2001, terwijl het de constructeurstitel opnieuw won in 1998, 1999 en 2001.
In 2003 stapte HPD over naar de IRL IndyCar Series. In 2004 domineerde HPD de IndyCar Series met een overweldigende voorsprong door 14 van de 16 races, waaronder de Indianapolis 500, te winnen en de titels van constructeur en coureur op te eisen. Het seizoen 2005 was net zo succesvol toen het bedrijf zijn tweede Indy 500-overwinning pakte en 12 races won om de constructeurs- en coureurstitel te winnen. Van 2006 tot 2011 was HPD de enige motorfabrikant in de IndyCar Series, inclusief de Indianapolis 500. In deze periode werden de Indianapolis 500's voor de eerste zes keer in de geschiedenis van de Indy 500 zonder motorstoringen verreden, terwijl er ook in de seizoenen 2008, 2010 en 2011 geen racestoringen voorkwamen.
Concurrentie van fabrikanten keerde terug naar de serie in 2012, en HPD heeft turbocharged V6-motoren gebouwd voor zijn inspanning. Sindsdien heeft HPD de Indianapolis 500 gewonnen in 2012, 2014, 2016, 2017, 2020, 2021 en 2022 het coureurskampioenschap in 2013, 2018, 2020 en 2021 en het kampioenschap van de constructeurs in 2018, 2019, 2020 en 2021.

## Sportwagenraces

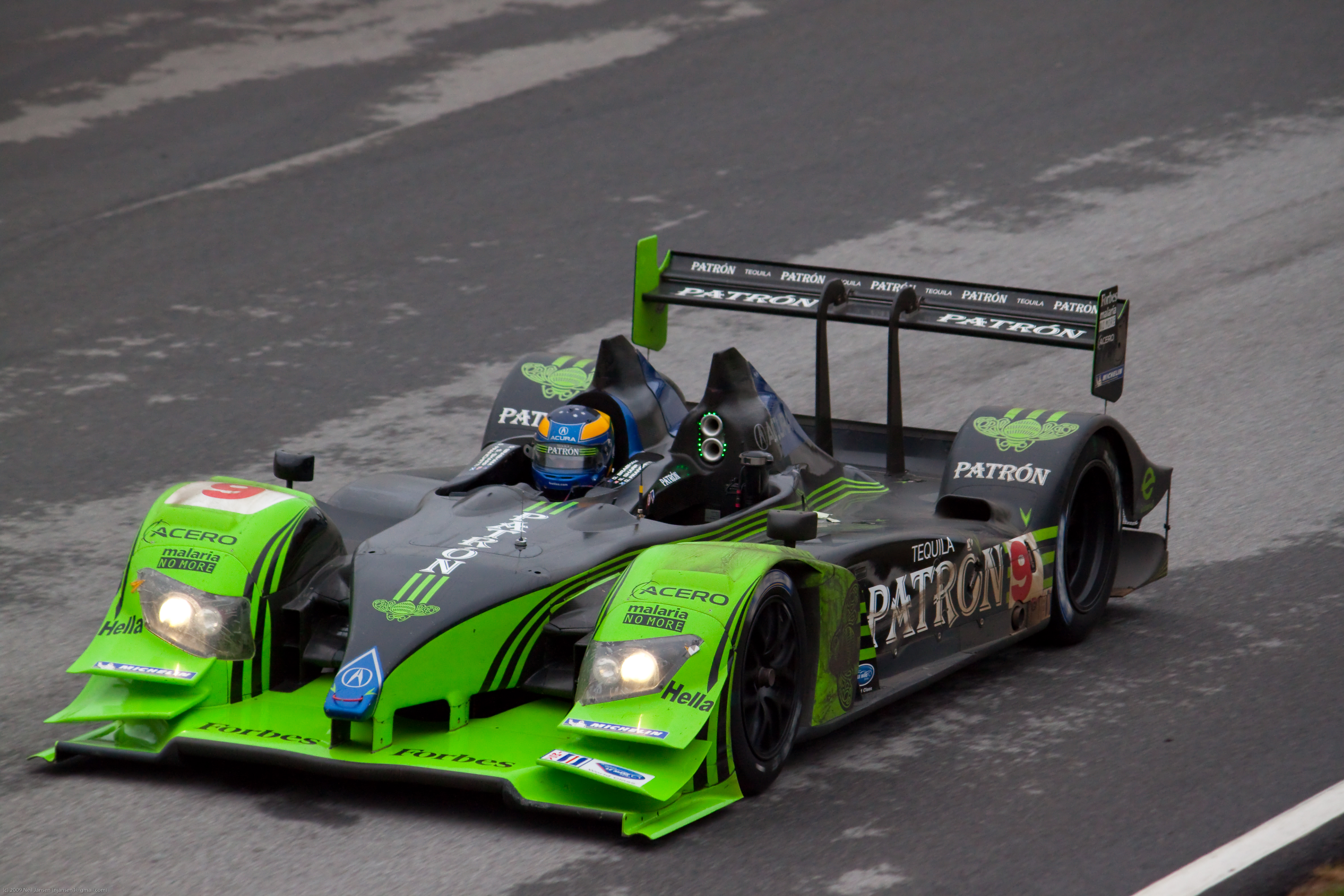
De Highcroft Racing Acura ARX-02a in 2009.

In 2006 kondigde Honda, via haar merk Acura, haar plannen aan om een Le Mans Prototype programma te ontwikkelen voor de ALMS, uitkomend in de LMP2-klasse voor het eerste competitiejaar in 2007. De nieuwe auto, Acura ARX-01a genaamd, was een gehomologeerde ontwikkeling van het chassis van Courage met een nieuwe 3,4-liter V8, de maximumgrootte die volgens de regels was toegestaan en werd ontwikkeld door HPD. Dit was de eerste V8 ooit die als Acura werd gebrandmerkt en tevens de eerste Honda racemotor die volledig buiten Japan werd gebouwd. Elementen van de Acura V8, die de naam AL7R meekreeg, hebben een soortgelijke architectuur als de Honda-motor die in de Indy Racing League wordt gebruikt, hoewel geen van de onderdelen onderling verwisselbaar is. In 2010 liet Honda de naam Acura vallen ten gunste van HPD en de auto staat nu bekend als de HPD ARX-01.
Hieronder staat een lijst met prototypes die werden ontwikkeld in samenwerking met Honda Performance Development.
- ARX-01
- ARX-02
- ARX-03
- ARX-04b
- ARX-05

In 2007 leverde HPD de Vemac RD320R en Vemac RD408R voor GT300-auto's in de Super GT Series met de aanduiding C32B.
Voor het raceseizoen 2012 besloot HPD af te zien van een fabrieksteam en zich in plaats daarvan te richten op het leveren van chassis en motoren. In 2012 keerde HPD ook terug naar de eerste raceklasse, LMP1, in de Le Mans en de FIA World Endurance Championship.
FIA World Endurance Championship
| Klasse | Team                 | Chassis | Motor         |
| ------ | -------------------- | ------- | ------------- |
| LMP1   | Strakka Racing       | ARX-03a | HPD LM-V8     |
| LMP1   | JRM Racing           | ARX-03a | HPD LM-V8     |
| LMP2   | Starworks Motorsport | ARX-03a | HPD HR28TT V6 |

American Le Mans Series
| Klasse | Team                | Chassis     | Motor         |
| ------ | ------------------- | ----------- | ------------- |
| LMP1   | Muscle Milk Racing  | ARX-03a     | HPD LM-V8     |
| LMP1   | Level 5 Motorsports | ARX-03b     | HPD HR28TT V6 |
| LMP2   | Black Swan Racing   | Lola B11/80 | HPD HR28TT V6 |

Voor 2017 verlaat HPD de Daytona Prototypes-klasse van het IMSA SportsCar Championship, want de Acura NSX zal deelnemen aan het IMSA SportsCar Championship en de Pirelli World Challenge met technische ondersteuning van HPD.
Voor 2018 keert HPD terug naar de Prototype-klasse van het IMSA SportsCar Championship, want de ARX-05 zal deelnemen aan het IMSA SportsCar Championship met technische ondersteuning van HPD.